# Lukas Wucherpfennig
Lukas Wucherpfennig (* 23. August 1995 in Preetz) ist ein deutscher Handballspieler.
Der 1,85 Meter große und 85 Kilogramm schwere rechte Außenspieler begann bei den Kieler Vorortvereinen TSV Altenholz und SV Mönkeberg mit dem Handballspiel. 2008 wechselte der Linkshänder in die Jugendabteilung des THW Kiel. Beim deutschen Handballrekordmeister spielt er mit der Rückennummer 11 in der zweiten Mannschaft in der 3. Liga Nord. Nach den verletzungsbedingten Ausfällen von Christian Sprenger und Steffen Weinhold gab er am 14. September 2014 in der Kieler Sparkassen-Arena sein Bundesliga-Debüt. Gegen die MT Melsungen erzielte er zwei Treffer. 2015 gewann er mit dem THW die deutsche Meisterschaft.
Zur Saison 2015/16 wechselte er zum HSC 2000 Coburg. Seit der Saison 2020/21 steht er beim Zweitligisten HC Elbflorenz unter Vertrag.